# 應璩
應璩（190年—252年），字休璉。汝南（今河南汝南東南）人。三國時曹魏文學家。伯父應劭，父應珣。應瑒之弟。

## 事迹
博學好作文，善於書奏。歷官散騎常侍。張方賢《楚國先賢傳》：「汝南應休璉（應璩）作百一篇詩，譏切時事，遍以示在事者，咸皆怪愕，或以為應焚棄之，何晏獨無怪也。」
應璩參與曹丕的宴會，朱建平為應璩看相，說：「您的壽命是六十二歲，那時可以官做到常伯（皇帝的近臣），將有災難發生。您去世的前一年，會看見一隻白狗，只有您能看見，別人卻看不見。」
后任散骑常侍，曾写信給劉靖。
應璩六十一歲時當了宮內省的侍中。後來有一次他果然獨自看見一隻白狗，別人都看不見。他知道自己來日無多，就抓緊時間吃喝玩樂，比預期的多過了一年，六十三歲時逝世，時嘉平四年（252年），追贈衛尉。

## 家庭
- 應貞：應璩的兒子，字吉甫，少年就以文才而聞名，官至散騎常侍，死於269年。
- 應純：應貞的弟弟。
  - 應紹：應純的兒子，為黃門侍郎，被司馬越所殺。
- 應秀：應純的弟弟。
  - 應詹：應秀的兒子。官至江州刺史。

## 著作
作品有《應德璉、應休璉集》入《漢魏六朝百三家集》中。